# Umbilicariaceae
Umbilicariaceae is een botanische naam voor een familie van korstmossen behorend tot de orde Lecanorales. Het typegeslacht is Umbilicaria. Soorten van deze familie zijn bekend uit verschillende klimaten, waaronder gematigde, boreale, Australische en warmere berggebieden

## Geslachten
De familie bestaat uit de volgende vier geslachten:
- Fulgidea
- Lasallia
- Umbilicaria
- Xylopsora